# エクアドル美術

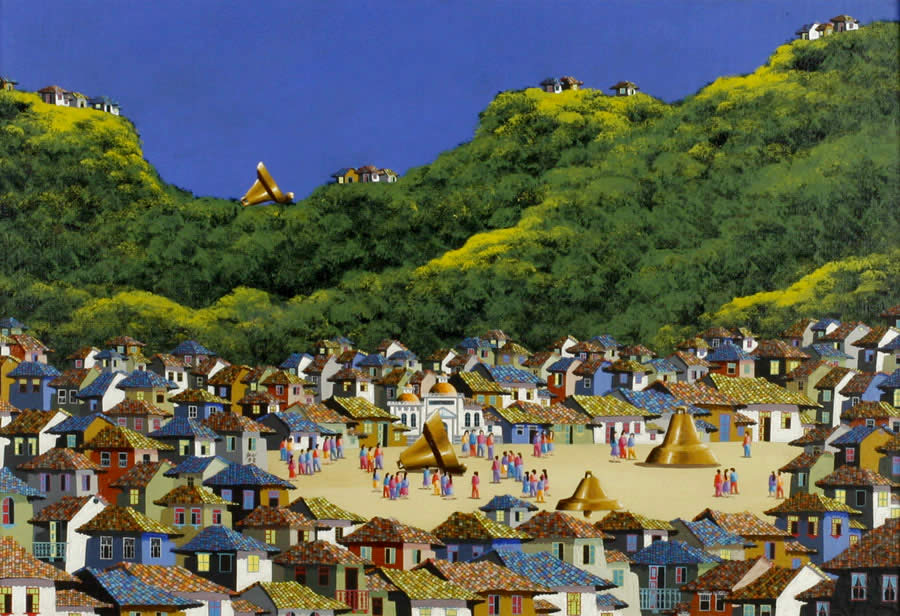
ゴンサロ・エンダラ・クローの『無題』（1988年）

本項ではエクアドルにおける美術の展開を概略する。

## 先コロンブス期
紀元前9000年ごろに発生したエクアドル最古の文化であるラス・ベガス文化は無土器文化であり、美術的形態を有する遺物は発見されておらず、多様な文様を刻んだ土器や髪を垂らした女性偶像などが出土したのは紀元前3000年ごろのバルディビア文化の時期からであった。バルディビア文化の土器はその装飾的な特徴から日本の縄文時代中期の土器と類似点が多く、これらを根拠として太平洋を渡った縄文人の影響を仮想する学説も誕生している。
紀元前1500年ごろに入るとエクアドル南部で興ったチョレーラ文化が影響を強め、土器や石器の形態も多様化した。同時に動植物や人間をモチーフとした長頚壷や楽器に似た容器などが出土しており、創造力・技術力の両面から前時代を凌駕するようになった。紀元前500年ごろには地域によった個性が見られるようになり、特に海岸部では刺青風習を反映した人像が制作されたガンガラ文化、オセアニアとの交流を想起させる装飾品が見られるバイーア文化やハマ＝コアケ文化など、個性的な遺品が出土した文化が多数存在している。
6世紀の統合期に入るとキト周辺で発展したカラ文化において儀礼用の大型土器が製作された他、プルア文化では貨幣用途でも使用していたと思われる磨製石斧が数多く産出した。平野部のミラグロ＝ケベド文化では地下墳墓が建設され、特徴のある死生観を見せた。15世紀後半にインカ帝国の支配下に入ると、クスコからキトを結ぶインカ道が築かれ、インカ式土器（アリバリョ土器、ケロ容器）が広く普及した。

## スペイン支配下における美術
1533年、スペイン人侵略者フランシスコ・ピサロによってエクアドル地域は征服され、植民都市として発展を遂げていくことになるが、これにより西洋美術との接触が始まった。1535年にペドロ・ゴセアルによってキトにコレヒオ・デ・サン・ファンが創設されると先住民に対して西洋美術の教育がなされるようになり、他の地域に先んじた美術的発展を遂げた。1556年にはペドロ・ベドンによって美術職人ギルド「ロサリオの聖母信心会」が創設され、キト派植民地美術が確立した。16世紀後半には西洋美術の影響を強く受けたメスティソの美術家としてアドリアン・サンチェス・ガルケ、トマス・デル・カスティリョ、ディエゴ・デ・ロブレス、フランシスコ・ベニテスなどが登場している。
17世紀に入るとバロック美術が伝播し、エルナンド・デ・ラ・クルスとミゲル・デ・サンチアゴを中心にエクアドルの風景や動植物の姿を幻想的に脚色した作品が登場した。18世紀後半にはスペイン王立植物園が実施したコロンビアの自然科学探検にエクアドルからアルバン三兄弟が随行し、水彩画として探検風景の記録を残した。後日出版された画集『ボゴタの植物』はラテンアメリカの自然環境に対する認識を西欧社会に促すとともに、エクアドル画家として西欧社会に作品が知られた初めての例となった。18世紀は西欧主題の絵画モチーフがエクアドルの自然環境に置き換えられて作品が制作された時代であり、ベルナルド・ロドリゲス、ベルナルド・デ・レガルダ、マヌエル・チリなどはその代表的な画家として挙げられる。しかし、18世紀末にはバロック美術やロココ美術は植民地支配を正当化しているとして批判の対象となり、愛国心を煽るような歴史画などがもてはやされるようになった。

## 独立以降
1822年の独立以降は、近代化が標榜され新古典主義が導入されたが、その教育を担うアカデミアの設立は1872年まで待たねばならなかった。19世紀前半は異国的な主題を求めて渡来してきたホアキン・ピントなどが国内で名声を博したが、19世紀中ごろにはエクアドル人の生活風俗をテーマに作品を制作したファン・アグスティン・ゲレロやエクアドルの風景画を描き続けたラファエル・トロヤなどが誕生している。
20世紀に入るとインディヘニスモの影響により現代モダニズム美術が主流となり、大きな美術的発展を遂げた。ビクトル・ミデロスやペドロ・レオン・ドノソは代表的先駆者となった。1920年代に入るとカミロ・エガスが登場し、インディオ主題に特化した作品を発表した。
1939年に五月サロン展が開催されるとインディヘニスモ美術表現が大流行の兆しを見せ、オスワルド・グアヤサミン、エドアルド・キングマン、ディオヘネス・パレデスらがそのブームの牽引者となった。1945年にはグアヤサミンが『涙の軌跡』を発表したことで、国家絵画大賞が授与され、ラテンアメリカを代表する画家として認知されるようになった。また、西欧で主流となっていた抽象表現と先コロンブス期美術の融合を目指して新しいエクアドル美術の創出に尽力する美術家も登場し、マヌエル・レンドン・セミナリオやアラセリ・ヒルベルトらによってエクアドル抽象絵画が開花した。
1950年代に入るとジャクソン・ポロックやマーク・ロスコらの影響を受けた抽象表現も誕生したが、エクアドル現代美術の潮流になるには至らず、変わって登場したのがウォールアートの影響を受けた新幾何主義の画家たちであった。代表的な画家としてはアニバル・ビリャシス、エンリケ・タバラ、エストゥアルド・マルドナド、オスワルド・ビテリ、テオ・コンスタンテ、マリオ・ソリスなどがいる。その他、キトの美術一極集中に懐疑的な視線を向けたラミロ・ハコメ、ホセ・ウンデ、ワシントン・イサ、ネルソン・ロマンらが「四銃士」を結成したのもこの時代で、エクアドル美術は地域的にも多極化の時代を迎えた。
1970年代は石油ブームの影響によって都市の近代化が推進されたが、これに懐疑的な目線を向けた作品を発表したハコメやマウリシオ・ブエノが国際的な評価を得た。さらに1980年代に入るとフェリクス・アラウスやミゲル・ベタンコルトらによって総合的表現主義が唱えられた他、ロマンやゴンサロ・エンダラ・クローによるネオ・ナショナリズム美術が注目を集めるようになった。